# Brandýs nad Labem-Stará Boleslav
Brandýs nad Labem-Stará Boleslav ist eine Stadt im Okres Praha-východ in Tschechien. Sie gehört zur Region Středočeský kraj.

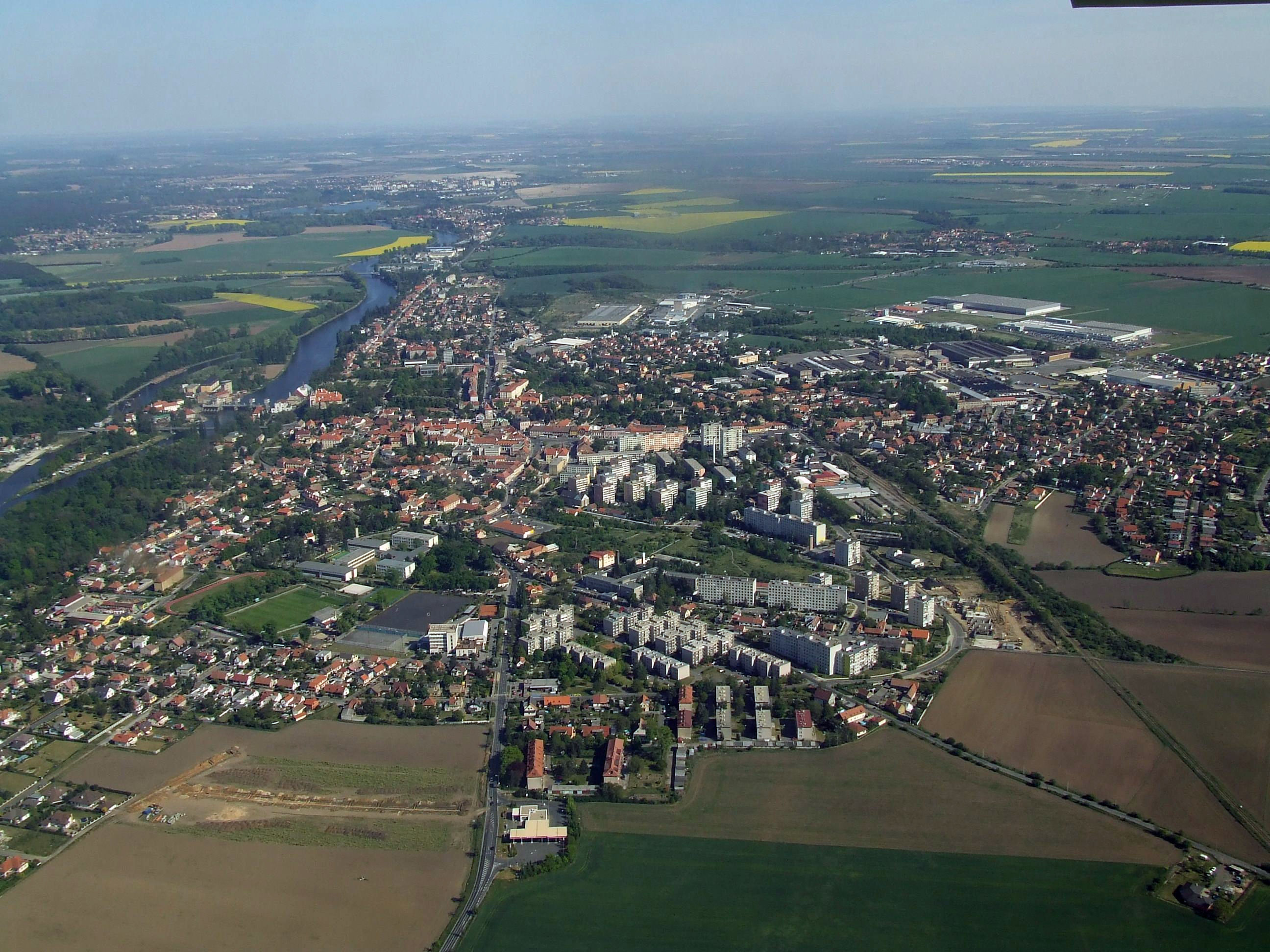
Luftbild von Brandýs nad Labem

## Die Doppelstadt
Die Doppelstadt entstand 1960 durch den Zusammenschluss zweier ursprünglich selbständiger Städte. Die Geschichte der beiden Teile, Brandýs nad Labem (Brandeis) und Stará Boleslav (Altbunzlau), ist jedoch unterschiedlich. Obwohl beide Teile eine unterschiedliche kulturhistorische Entwicklung erlebten und sie die Elbe voneinander trennt, wuchsen sie zu einem Komplex heran, und die Stadtverwaltung vertritt stets die Interessen beider Teile. Diese Tatsache bestätigte auch ein im Jahr 1998 vollzogenes Referendum, wo sich die Mehrheit der Bürger gegen die Trennung der beiden Teile aussprach.

## Geschichte

### Brandýs nad Labem
Brandeis entstand als Marktflecken um das Jahr 1300. Die Gründung hängt mit dem Handelsweg Lausitz-Prag zusammen. Im Unterschied zum katholischen Altbunzlau war Brandeis auch anderen Glaubensbekenntnissen offen. An der Stelle des heutigen Schlosses stand ursprünglich eine Wehrbrückenfestung auf einem Felsvorsprung über der Elbe. Diese Festung gründete das Geschlecht von Michalovice, das sie bis zum Jahr 1420 im Besitz hatte. Danach folgten die Adelsgeschlechter von Cimburk, Šemberk und Kraiger von Kraigk. Die letzteren erwarben sich große Verdienste um die Entwicklung der Stadt.
Nachdem Konrad Kraiger von Kraigk am Ständeaufstand in Böhmen (1547) beteiligt gewesen war, fiel Brandeis an den Römisch-deutschen König und späteren Kaiser Ferdinand I. Mit Hilfe italienischer Baumeister ließ Ferdinand die Burg in ein Renaissance-Schloss umbauen. Auch Kaiser Rudolf II., der 1581 Brandeis zur königlichen Kammerstadt erhob, weilte oft im Schloss.
Am 19. Januar 1628 stellte Kaiser Ferdinand II. auf dem Schloss Brandýs eine Urkunde aus, mit der er die Herzöge zu Mecklenburg absetzte und Wallenstein zunächst unterpfändlich, am 16. Juni 1629 erblich mit Brandeis belehnte.
Eines der außerordentlichen Ereignisse in Brandeis war 1813 das Treffen dreier Herrscher, des österreichischen Kaisers Franz I., des preußischen Königs Friedrich Wilhelm III. (Preußen) und des russischen Zaren Alexander I. zusammen mit dem Oberbefehlshaber während der Koalitionskriege, Fürst Schwarzenberg. Sie erörterten dort das gemeinsame Vorgehen gegen Napoleon I. 1860 ersteigerte Leopold II. aus dem toskanischen Geschlecht der Habsburger das Schloss.

### Stará Boleslav
Altbunzlau ist etwa vier Jahrhunderte älter als Brandeis. Es war ursprünglich eine frühmittelalterliche Burgstätte der Přemysliden, die an der Wende vom neunten zum 10. Jahrhundert entstand. Einer der ersten Přemyslidenherrscher, der Heilige Wenzel, wurde dort am 28. September 935 von seinem Bruder Boleslav ermordet. Die Wälder um Altbunzlau waren im Mittelalter ein beliebtes Jagdrevier. Auch Kaiser Karl IV. hielt sich oft dort auf. Er ließ die alte Burgbefestigung aus dem 10. Jahrhundert durch eine neue Steinmauer mit zwei Toren ersetzen, von denen sich eines erhalten hat. Ein düsterer Zeitraum waren für Altbunzlau die Hussitenkriege, in denen die meisten Bauwerke niederbrannten. Seitdem ging die Bedeutung des Ortes zurück. Erst Mitte des 16. Jahrhunderts mit den Jesuiten blühte die Stadt wieder auf. Sie schufen dort den Palladium-Kult der böhmischen Länder. Die Achtung vor diesem Palladium war so groß, dass Zehntausende von Pilgern an den Wallfahrten teilnahmen. Großer Schaden entstand im Dreißigjährigen Krieg. Die Stadt wurde zunächst durch Schweden, dann durch Sachsen besetzt. In dieser Zeit wurde auch das Palladium entwendet; später wurde es zurückgekauft. Während des Preußisch-Österreichischen Krieges fiel im Jahr 1757 ein Teil von Altbunzlau Feuersbrünsten zum Opfer. In der Schlacht von Bunzlau fiel der preußische General von Wartenberg, der dort begraben ist.

## Stadtgliederung
Die Stadt Brandýs nad Labem-Stará Boleslav besteht aus den Ortsteilen Brandýs nad Labem (Brandeis), Popovice (Popowitz) und Stará Boleslav (Altbunzlau) sowie der Ortslage Vrábí (Wrabi).

## Sehenswürdigkeiten

### Brandýs nad Labem
- Schloss Brandýs nad Labem
- Schlossgarten
- Die Mühle mit elf Mühlrädern gehört zu den größten in Böhmen
- Steinbrücke (1603) mit der Statue des Hl. Johannes Nepomuk
- Von Kilian Ignaz Dientzenhofer erbaute barocke Bierbrauerei
- Laurentiuskirche aus dem 14. Jahrhundert mit gotischen Fresken
- Gotische St.-Peters-Kirche auf dem Hügel Vyšší Hrádek
- Kirche der Bekehrung des Hl. Paulus (1541/42) erbaut von Matte Borgorelli
- Piaristisches Seminar
- Synagoge
- Jüdischer Friedhof, einer der ältesten in der Tschechischen Republik
- Renaissance-Henkershaus

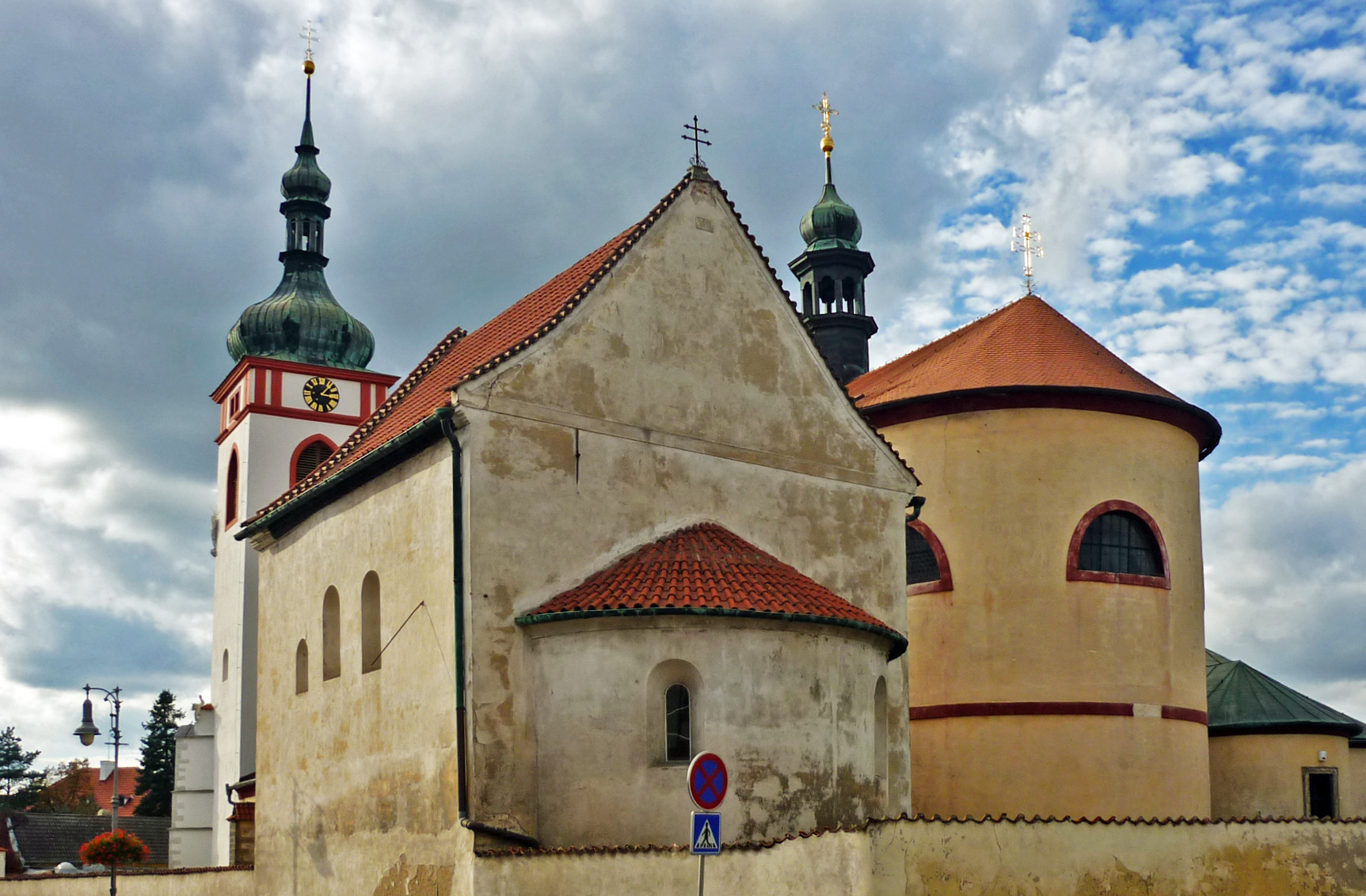
Kirche St. Klemens (links) und Wenzel-Basilika
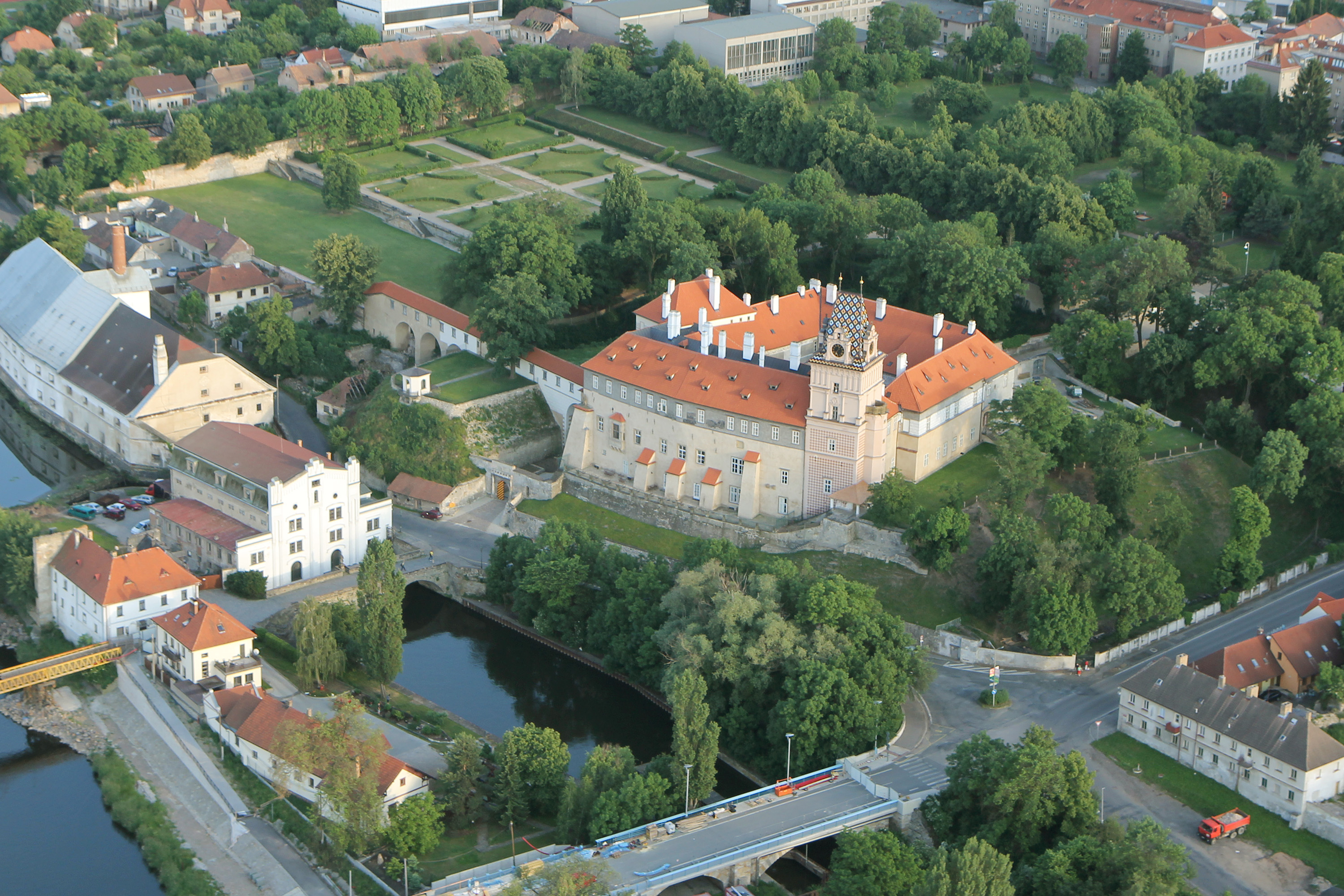
Schloss Brandýs nad Labem
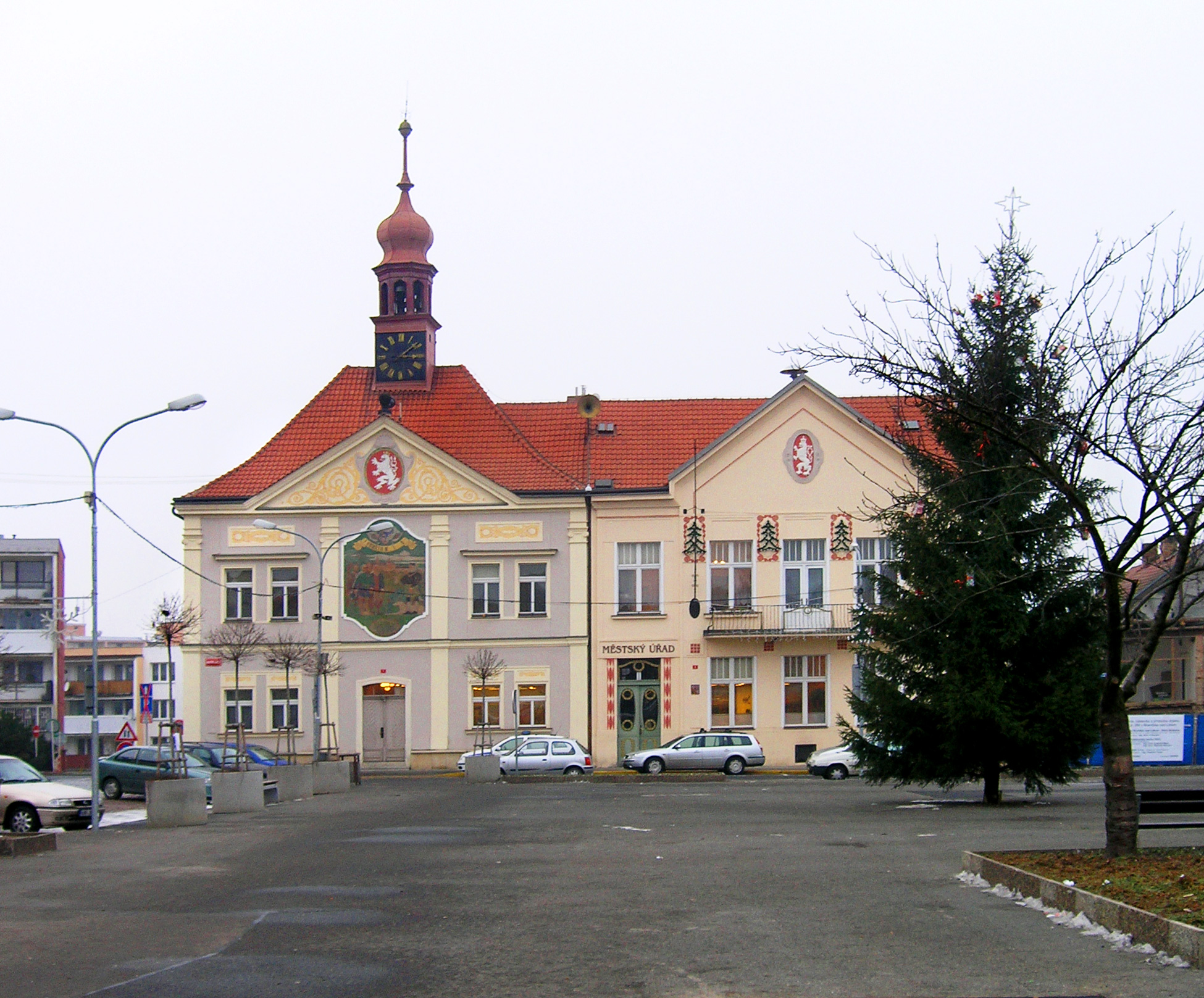
Das Rathaus
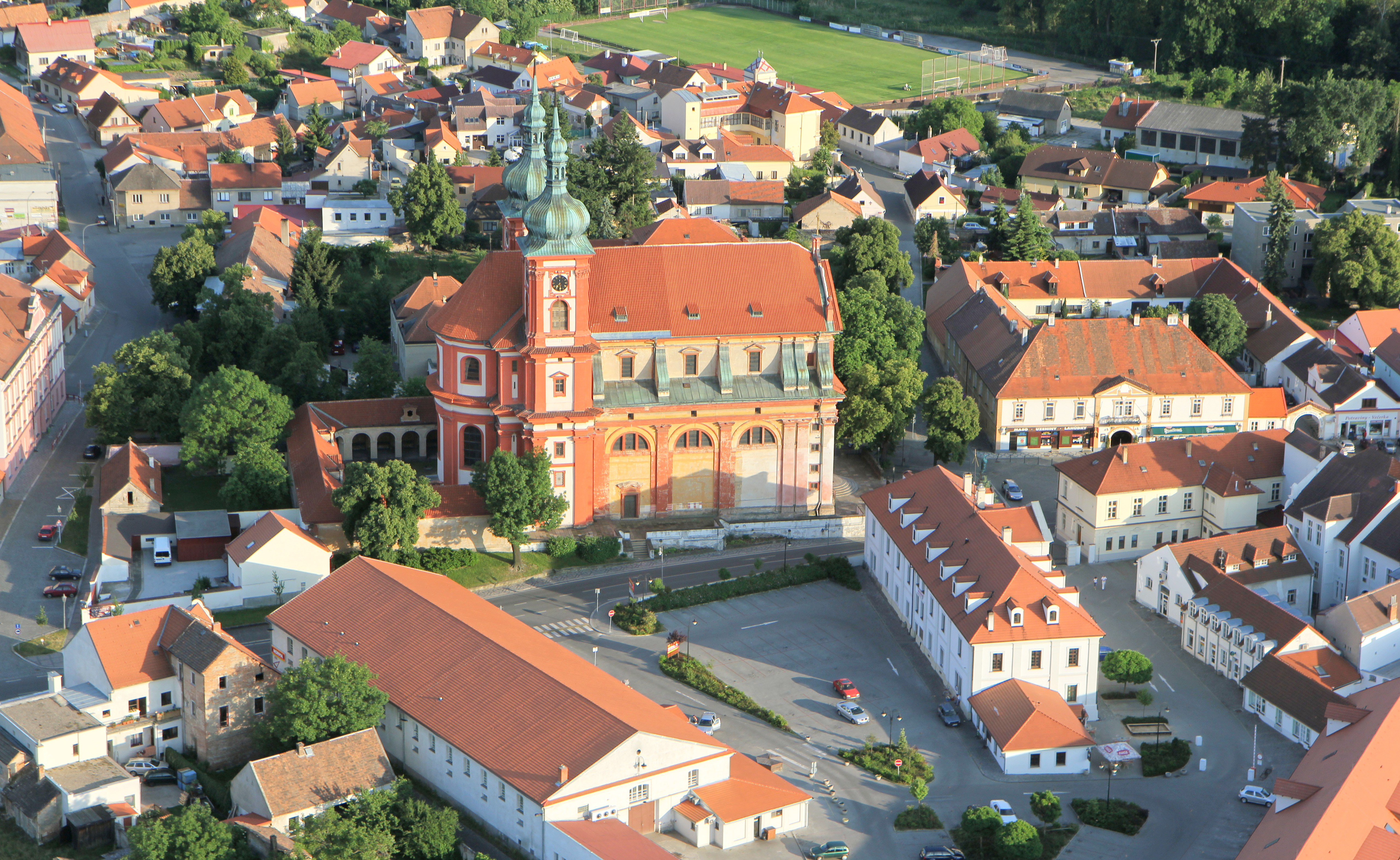
Mariä-Himmelfahrts-Kirche

### Stará Boleslav
- Romanische St.-Wenzel-Basilika und St.-Klemens-Kirche.
- Frühbarocke Mariä-Himmelfahrts-Kirche aus dem Jahre 1613 von Baumeister Jacoppo de Vaccani. Im 18. Jahrhundert wurde um die Kirche ein Kreuzgang und der zweite südliche Turm vom Baumeister Kilian Ignaz Dientzenhofer gebaut. Zu ihm führte von Prag aus ein Weg, den 44 kleine Kapellen säumten. Sie sind um das Jahr 1680 entstanden. Hochaltar der Mariä-Himmelfahrt-Kirche von Matthias Bernhard Braun, Statuengruppe von Josef Malinský

- Domherrenhäuser
- Dekanat
- Ehemalige Propstei
- Kapelle des seligen Podiven
- Kaiserliches Einkehrgasthaus Slawischer Hof

## Persönlichkeiten

### Söhne und Töchter der Stadt
- Wenzel von Böhmen (um 908–929 oder 935), böhmischer und tschechischer Nationalheiliger
- Johann Giskra (etwa 1400–1469/1470), böhmischer Adeliger und anfangs Feldherr der Hussiten
- Jan Tesánek (1728–1788), tschechischer Gelehrter und Autor wissenschaftlicher Literatur
- Anton Adalbert Hnogek (1799–1866), böhmischer Theologe, Geistlicher und Schriftsteller
- Justin Václav Prášek (1853–1924), Alt-Orientalist
- Gustav Mahr (1858–1930), Militärkapellmeister und Komponist
- Douglas von Bigot de Saint-Quentin (1899–1982), Entomologe
- Antonín Bečvář (1901–1965), Astronom
- František Haupt (1910–1938), Radrennfahrer
- Sammy Vomáčka (bürgerlicher Name Jiří Vomáčka) (* 1946), Gitarrist
- Jiří Kulhánek (* 1967), Autor von Genre Science-Fiction- und Fantasyliteratur
- David Rikl (* 1971), Tennisspieler
- Pavel Hrdlička (* 1973), Filmeditor und Musiker
- David Škoch (* 1976), Tennisspieler
- Petr Lukáš (* 1978), Fußballspieler
- Zuzana Čížková (* 1982), Bildhauerin und Malerin
- Jan Škarnitzl (* 1986), Mountainbiker
- Jitka Čábelická (* 1990), Mountainbikerin
- Jan Tesař (* 1990), Sprinter
- Martina Borecká (* 1991), Tennisspielerin
- Jan Jirka (* 1993), Sprinter
- David Douděra (* 1998), Fußballspieler
- David Pech (* 2002), Fußballspieler

### Weitere Persönlichkeiten
- Jan Niger de Praga (um 1500/1510–1565), Historiker, Priester, Verwalter und Bischof der Brüder-Unität, erhielt seine Priesterausbildung in Brandeis
- Wenzeslaus Hajek von Libotschan († 1553), böhmischer Chronist des Mittelalters, wurde 1544 Propst des Kapitels in Altbunzlau
- Franz Ignatz Cassian Hallaschka (1780–1847), mährischer Naturforscher, Mathematiker, Physiker und Astronom, war Propst in Altbunzlau
- Ludwig Salvator von Österreich-Toskana (1847–1915), Erzherzog von Österreich und Toskana
- Maria Theresia von Österreich-Toskana (1862–1933), Erzherzogin von Österreich
- Karl I. (1887–1922), Kaiser von Österreich, König von Ungarn und von Böhmen, verbrachte als junger Erwachsener mehrere Jahre in Brandýs.